# Neanuridae
Famille
Les Neanuridae sont une famille de collemboles.
Elle comporte près de 1 600 espèces dans 168 genres.

## Liste des genres
Selon Checklist of the Collembola of the World (version du 5 octobre 2019) :
- Caputanurininae Lee, 1983
  - Caputanurina Lee, 1983
  - Leenurina Najt & Weiner, 1992
- Frieseinae Massoud, 1967
  - Friesea von Dalla Torre, 1895
  - Gisinea Massoud, 1965
  - Halofriesea Yoshii & Sawada, 1997
  - Tremoisea Cassagnau, 1973
- Morulininae Yosii, 1961
  - Morulina Börner, 1906
  - Promorulina Cassagnau, 1997
- Neanurinae Börner, 1901
  - Lobellini Cassagnau, 1983
    - Cassagnaua Özdikmen, 2009
    - Coecoloba Yosii, 1956
    - Coreanura Deharveng & Weiner, 1984
    - Crossodonthina Yosii, 1954
    - Deuterobella Yoshii & Suhardjno, 1992
    - Hemilobella Deharveng & Greenslade, 1992
    - Hyperlobella Cassagnau, 1988
    - Lobella Börner, 1906
    - Lobellina Yosii, 1956
    - Paralobella Cassagnau & Deharveng, 1984
    - Propeanura Yosii, 1956
    - Riozura Cassagnau, 1983
    - Sphaeronura Cassagnau, 1983
    - Sulobella Deharveng & Suhardjono, 2000
    - Telobella Cassagnau, 1983
    - Yosialina Salmon, 1964
    - Yuukianura Yosii, 1955

  - Morulodini Cassagnau, 1983
    - Morulodes Cassagnau, 1955

  - Neanurini Börner, 1901
    - Albanura Deharveng, 1982
    - Balkanura Cassagnau, 1979
    - Cansilianura Dallai & Fanciulli, 1983
    - Catalanura Deharveng, 1982
    - Caucasanura Kuznetsova & Potapov, 1988
    - Christobella Fjellberg, 1985
    - Cryptonura Cassagnau, 1979
    - Deutonura Cassagnau, 1979
    - Edoughnura Deharveng, Hamra-Kroua & Bedos, 2007
    - Endonura Cassagnau, 1979
    - Ghirkanura Kuznetsova & Potapov, 1988
    - Imparitubercula Stach, 1951
    - Itanura Queiroz & Deharveng, 2015
    - Kalanura Smolis, 2007
    - Lathriopyga Caroli, 1912
    - Metanura Yosii, 1954
    - Monobella Cassagnau, 1979
    - Nahuanura Palacios-Vargas & Najt, 1986
    - Neanura MacGillivray, 1893
    - Neanurella Cassagnau, 1968
    - Persanura Mehrafroz Mayvan, Shayanmehr, Smolis & Skarzynski, 2015
    - Protanura Börner, 1906
    - Pumilinura Cassagnau, 1979
    - Tetraloba Lee, 1983
    - Thaumanura Börner, 1932
    - Vietnura Deharveng & Bedos, 2000
    - Xylanura Smolis, 2011

  - Paleonurini Cassagnau, 1989
    - Adbiloba Stach, 1951
    - Afrobella Cassagnau, 1983
    - Australonura Cassagnau, 1980
    - Bilobella Caroli, 1912
    - Blasconura Cassagnau, 1983
    - Blasconurella Deharveng & Bedos, 1992
    - Caledonura Deharveng, 1988
    - Calvinura Cassagnau, 1988
    - Camerounura Cassagnau, 1991
    - Chaetobella Cassagnau, 1983
    - Chirolavia Deharveng, 1991
    - Digitanura Deharveng, 1987
    - Ectonura Cassagnau, 1980
    - Elgonura Cassagnau, 1984
    - Galanura Smolis, 2000
    - Gnatholonche Börner, 1906
    - Graniloba Cassagnau, 2000
    - Hazaranura Cassagnau, 1991
    - Himalmeria Cassagnau, 1984
    - Inameria Cassagnau, 1983
    - Nepalanura Yosii, 1966
    - Nepalimeria Cassagnau, 1984
    - Nilgirella Cassagnau, 1983
    - Paleonura Cassagnau, 1982
    - Paramanura Cassagnau, 1986
    - Parectonura Deharveng, 1988
    - Parvatinura Cassagnau, 1982
    - Penelopella Cassagnau, 1986
    - Phradmon Greenslade & Deharveng, 1991
    - Phylliomeria Delamare Deboutteville, 1948
    - Pronura Delamare Deboutteville, 1953
    - Rambutanura Deharveng, 1988
    - Siamanura Deharveng, 1987
    - Singalimeria Cassagnau, 1984
    - Speleonura Palacios-Vargas & Simón-Benito, 2007
    - Stenomeria Cassagnau, 1990
    - Synameria Cassagnau, 1983
    - Tamulmeria Cassagnau, 1988
    - Thaianura Yosii, 1961
    - Travura Cassagnau & Deharveng, 1980
    - Vitronura Yosii, 1969
    - Womersleya Denis, 1948
    - Zelandanura Deharveng & Wise, 1987

  - Paranurini Cassagnau, 1989
    - Oregonanura Smolis, 2008
    - Paranura Axelson, 1902

  - Sensillanurini Cassagnau, 1983
    - Americanura Cassagnau, 1983
    - Honduranura Palacios-Vargas, 2017
    - Palmanura Cassagnau, 1983
    - Sensillanura Deharveng, 1981
    - Tabasconura Palacios-Vargas & Catalán, 2015

  - Tribu indéterminée
    - Caledonimeria Delamare Deboutteville & Massoud, 1962
    - Echinanura Carpenter, 1935
    - Pseudadbiloba Massoud, 1963
    - Pseudobiloba Stach, 1951
    - † Pseudoxenylla Christiansen & Pike, 2002
- Pseudachorutinae Börner, 1906
  - Acanthanura Börner, 1906
  - Aethiopella Handschin, 1942
  - Aethiopellina Delamare Deboutteville, 1951
  - Anurachorutes Kuznetsova & Potapov, 1988
  - Anurida Laboulbène, 1865
  - Anuridella Willem, 1906
  - Anuritelsa Womersley, 1939
  - Arlesia Handschin, 1942
  - Arlesiella Delamare Deboutteville, 1951
  - Brasilimeria Stach, 1949
  - Cassagnaudina Massoud, 1967
  - Cassagnaurida Salmon, 1964
  - Cephalachorutes Bedos & Deharveng, 1991
  - Ceratrimeria Börner, 1906
  - Delamarellina Rapoport & Rubio, 1963
  - Forsteramea Salmon, 1965
  - Furculanurida Massoud, 1967
  - Gamachorutes Cassagnau, 1978
  - Gastranurida Bagnall, 1949
  - Grananurida Yosii, 1954
  - Halachorutes Arlé, 1967
  - Handschinurida Queiroz, 2015
  - Holacanthella Börner, 1906
  - Hylaeanura Arlé, 1966
  - Intermediurida Najt, Thibaud & Weiner, 1990
  - Israelimeria Weiner & Kaprus, 2005
  - Kenyura Salmon, 1954
  - Koreanurina Najt & Weiner, 1992
  - Lanzhotia Rusek, 1985
  - Linnaniemia Philiptschenko, 1926
  - Megalanura Ellis & Bellinger, 1973
  - Meganurida Carpenter, 1935
  - Micranurida Börner, 1901
  - Minotaurella Weiner, 1999
  - Najtafrica Barra, 2002
  - Neotropiella Handschin, 1942
  - Notachorudina Cassagnau & Rapoport, 1962
  - Oudemansia Schött, 1893
  - Paranurida Skarzynski & Pomorski, 1994
  - Philotella Najt & Weiner, 1985
  - Platanurida Carpenter, 1925
  - Pongeia Najt & Weiner, 2002
  - Pratanurida Rusek, 1973
  - Protachorutes Cassagnau, 1955
  - Pseudachorudina Stach, 1949
  - Pseudachorutella Stach, 1949
  - Pseudachorutes Tullberg, 1871
  - Pseudanurida Schött, 1901
  - Quatacanthella Salmon, 1945
  - Rusekella Deharveng, 1982
  - Sernatropiella Palacios-Vargas, 2019
  - Simonachorutes Skarzynski, Arbea & Piwnik, 2016
  - Stachorutes Dallai, 1973
  - Tasmanura Womersley, 1937
  - Tijucameria de Mendonça & Fernandes, 2005
  - Venezuelida Díaz & Najt, 1995
  - Womersleymeria Stach, 1949
- Uchidanurinae Salmon, 1964
  - Assamanura Cassagnau, 1980
  - Denisimeria Massoud, 1965
  - Uchidanura Yosii, 1954

## Publication originale
- Börner, 1901 : Zur Kenntnis der Apterygoten-Fauna von Bremen und der Nachbardistrikte. Beitrag zu einer Apterygoten-Fauna Mitteleuropas. Abhandlungen des Naturwissenschaftlichen Vereins zu Bremen, vol. 17, no 1, p. 1-140 (texte original).